# Alicja Konieczek
Alicja Konieczek (2 de noviembre de 1994) es una deportista de Polonia que compite en atletismo. Ganó una medalla de oro en el Campeonato Europeo de Atletismo por Equipos de 2021, en la prueba de 3000 m obstáculos.